# Костеньково
Костеньково — деревня в Бабаевском районе Вологодской области.
Входит в состав Борисовского сельского поселения (с 1 января 2006 года по 13 апреля 2009 года входила в Новостаринское сельское поселение), с точки зрения административно-территориального деления — в Новостаринский сельсовет.
Расположена на берегах реки Верхняя Чужбойка. Расстояние до районного центра Бабаево по автодороге — 73,5 км, до центра муниципального образования села Борисово-Судское по прямой — 10 км. Ближайшие населённые пункты — Назарово, Неверово, Новая, Новая Старина, Стан.
По переписи 2002 года население — 50 человек (26 мужчин, 24 женщины). Преобладающая национальность — русские (98 %).